# Liste der Bürgermeister von Washington, D.C.

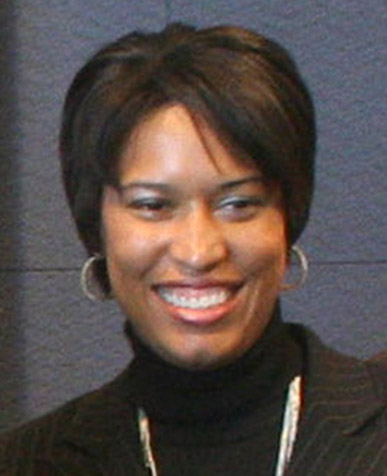
Muriel Bowser, derzeitige Bürgermeisterin von Washington, D.C.

Diese Liste führt alle Personen auf, die in der US-amerikanischen Bundeshauptstadt Washington, D.C. den Posten des Bürgermeisters bekleidet haben oder in früherer Zeit ein vergleichbares Amt innehatten. Zwischen 1802 und 1812 wurden die Amtsinhaber vom jeweiligen US-Präsidenten ernannt und von 1812 bis 1820 wurden sie vom Stadtrat gewählt. Erst nach 1820 fanden Wahlen für das Amt des Bürgermeisters statt. Bis zur Auflösung der drei eigenständigen Städte des District of Columbia 1871, darunter formell auch Washington, regierten die Bürgermeister nicht den gesamten Bundesdistrikt. Die damals selbständige Stadt Georgetown hatte ihre eigene Verwaltung mit einem eigenen Bürgermeister.

## Bürgermeister von Washington (1802–1871)
| Name                      | Amtszeit (Beginn) | Amtszeit (Ende) | Foto |
| ------------------------- | ----------------- | --------------- | ---- |
| Robert Brent              | 1802              | 1812            |      |
| Daniel Rapine             | 1812              | 1813            |      |
| James Heighe Blake        | 1813              | 1817            |      |
| Benjamin Grayson Orr      | 1817              | 1819            |      |
| Samuel Nicholas Smallwood | 1819              | 1822            |      |
| Thomas Carbery            | 1822              | 1824            |      |
| Samuel Nicholas Smallwood | 1824              | 1824            |      |
| Roger Chew Weightman      | 1824              | 1827            |      |
| Joseph Gales              | 1827              | 1830            |      |
| John Peter Van Ness       | 1830              | 1834            |      |
| William Albert Bradley    | 1834              | 1836            |      |
| Peter Force               | 1836              | 1840            |      |
| William Winston Seaton    | 1840              | 1850            |      |
| Walter Lenox              | 1850              | 1852            |      |
| John Walker Maury         | 1852              | 1854            |      |
| John Thomas Towers        | 1854              | 1856            |      |
| William Beans Magruder    | 1856              | 1858            |      |
| James Gabriel Berret      | 1858              | 1861            |      |
| Richard Wallach           | 1861              | 1868            |      |
| Sayles Jenks Bowen        | 1868              | 1870            |      |
| Matthew Gault Emery       | 1870              | 1871            |      |

## Gouverneure des District of Columbia (1871–1874)
Im Jahr 1871 bildete der Kongress eine Territorialregierung für den gesamten District of Columbia. Leiter dieser Regierung war ein vom US-Präsidenten auf vier Jahre ernannter Gouverneur. Dieses Modell erwies sich bald wegen gravierender Korruptionsfälle als nicht tragbar und wurde bereits im Jahr 1874 wieder abgeschafft.
| Name                     | Amtszeit (Beginn) | Amtszeit (Ende) | Foto |
| ------------------------ | ----------------- | --------------- | ---- |
| Henry David Cooke        | 1871              | 1873            |      |
| Alexander Robey Shepherd | 1873              | 1874            |      |

## Präsidenten des Board of Commissioners (1874–1975)
Zwischen 1874 und 1967 wurde der District of Columbia von einem aus drei Personen und vom jeweiligen US-Präsidenten ernannten Ausschuss (Board of Commissioners) verwaltet. Diesem Ausschuss gehörte jeweils ein Mitglied der Demokratischen Partei und ein Mitglied der Republikanischen Partei an. Die dritte Person war ein Baufachmann, dessen Parteizugehörigkeit beliebig war. Dieser Ausschuss wählte ein Mitglied zu seinem Präsidenten, der dann praktisch die Verwaltung des Bundesdistrikts leitete, auch wenn er nicht den offiziellen Titel eines Bürgermeisters trug.
| Name                         | Amtszeit (Beginn) | Amtszeit (Ende) | Partei | Foto |
| ---------------------------- | ----------------- | --------------- | ------ | ---- |
| William Dennison             | 1874              | 1878            | Rep    |      |
| Seth Ledyard Phelps          | 1878              | 1879            | Rep    |      |
| Josiah Dent                  | 1879              | 1882            | Dem    |      |
| Joseph Rodman West           | 1882              | 1883            | Rep    |      |
| James Barker Edmonds         | 1883              | 1886            | Dem    |      |
| William Benning Webb         | 1886              | 1889            |        |      |
| John Watkinson Douglass      | 1889              | 1893            |        |      |
| John Wesley Ross             | 1893              | 1898            |        |      |
| John Brewer Wright           | 1898              | 1900            |        |      |
| Henry Brown Floyd MacFarland | 1901              | 1909            |        |      |
| Cuno Hugo Rudolph            | 1910              | 1913            |        |      |
| Oliver Peck Newman           | 1913              | 1917            |        |      |
| Louis Brownlow               | 1917              | 1920            |        |      |
| Charles Willauer Kutz        | 1920              | 1920            |        |      |
| Cuno Hugo Rudolph            | 1920              | 1926            |        |      |
| Proctor Lambert Dougherty    | 1926              | 1930            |        |      |
| Luther Halsey Reichelderfer  | 1930              | 1933            |        |      |
| Melvin Colvin Hazen          | 1933              | 1941            |        |      |
| John Russell Young           | 1941              | 1952            |        |      |
| F. Joseph Donohue            | 1952              | 1953            |        |      |
| Samuel Spencer               | 1953              | 1956            |        |      |
| Robert E. McLaughlin         | 1956              | 1961            |        |      |
| Walter Nathan Tobriner       | 1961              | 1967            | Dem    |      |
| Walter Edward Washington     | 1967              | 1975            | Dem    |      |

## Home Rule Mayors (seit 1975)
Bereits im Jahr 1967 wurde die Verwaltung von Washington neu strukturiert. Der bis dahin aus drei Personen bestehende Board of Commissioners wurde auf neun Personen erweitert und nannte sich nun City Council (Stadtrat). Außerdem gab es nun wieder einen Bürgermeister und einen stellvertretenden Bürgermeister (Mayor-Commissioner bzw. Assistant to the mayor-commissioner). All diese Positionen wurden jedoch weiterhin vom US-Präsidenten bestimmt. Dieses System wurde bereits 1975 wieder abgeschafft. Seither werden sowohl der Bürgermeister als auch der Stadtrat der Bundeshauptstadt in allgemeinen Wahlen bestimmt.
| Name                     | Amtszeit (Beginn) | Amtszeit (Ende) | Partei | Foto |
| ------------------------ | ----------------- | --------------- | ------ | ---- |
| Walter Edward Washington | 1975              | 1979            | Dem    |      |
| Marion Shepilov Barry    | 1979              | 1991            | Dem    |      |
| Sharon Pratt Kelly       | 1991              | 1995            | Dem    |      |
| Marion Shepilov Barry    | 1995              | 1999            | Dem    |      |
| Anthony Allen Williams   | 1999              | 2007            | Dem    |      |
| Adrian Malik Fenty       | 2007              | 2011            | Dem    |      |
| Vincent Condol Gray      | 2011              | 2015            | Dem    |      |
| Muriel Elizabeth Bowser  | 2015              |                 | Dem    |      |